# 1. Untersuchungsausschuss der 18. Wahlperiode des Deutschen Bundestages
Der 1. Untersuchungsausschuss der 18. Wahlperiode des Deutschen Bundestages (umgangssprachlich NSA-Untersuchungsausschuss) ist ein am 20. März 2014 vom Deutschen Bundestag im Auftrag aller Fraktionen eingesetzter Untersuchungsausschuss zur NSA-Affäre, der „[…] Ausmaß und Hintergründe der Ausspähungen durch ausländische Geheimdienste in Deutschland aufklären“ soll.

## Mitglieder
Dem Gremium gehörten acht Mitglieder des Deutschen Bundestages an.
Philipp Wolff (seit 2022 Vizepräsident des Bundesnachrichtendienstes (BND)) war Beauftragter des Bundeskanzleramts für den Untersuchungsausschuss, wo er für die Bundesregierung unter anderem für die Einhaltung des Geheimschutzes sorgte.
Den Vorsitz hatte zunächst der CDU-Abgeordnete Clemens Binninger inne, dieser trat allerdings nach nur sechstägiger Amtszeit nach der 1. Sitzung des Ausschusses zurück. Seinen Rücktritt begründete er zweifach – mit dem Streit um die Benennung von Edward Snowden als Zeugen für den Ausschuss: „Er habe keine Hoffnung mehr, dass eine ‚sachdienliche Zusammenarbeit aller Fraktionen‘ möglich sein werde.“ Dies richtete sich vor allem gegen die Opposition. Als zweiten Grund für seinen Rücktritt nannte Binninger sein Amt als Vorsitzender des Parlamentarischen Kontrollgremiums (PKGR). Er sorgte sich, dass im NSA-Ausschuss nun dieselben Personen zu denselben Themen befragt werden könnten wie im PKGR – und dass durch seine Doppelrolle das im Geheimgremium notwendige Vertrauen leiden könnte. Die Grünen spekulierten, der Druck auf Binninger aus dem Kanzleramt sei zu groß geworden. Belege gibt es hierfür nicht. „Beides hätte der Innenpolitiker jedoch schon vorher wissen können, wie er auch einräumte“, konstatierte Lisa Caspari in der Zeit.

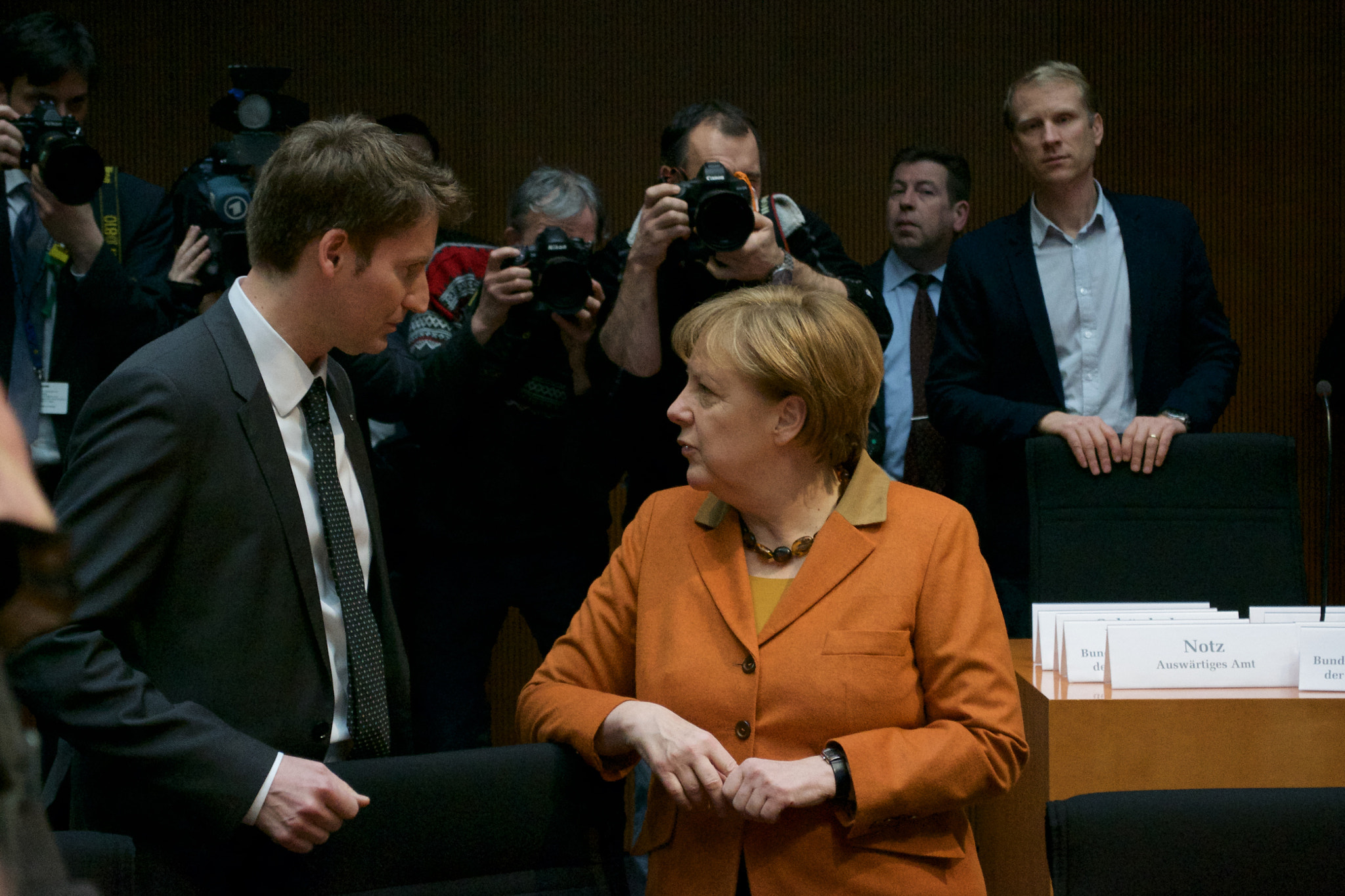
Patrick Sensburg mit Angela Merkel

Für ihn folgte als Ausschussvorsitzender Patrick Sensburg (CDU) nach.
Am 29. Januar 2015 trat Hans-Ulrich Krüger (SPD) von seinen Ämtern im Ausschuss zurück. Während die SPD von einem gesundheitsbedingten Rücktritt sprach, wollte der Spiegel erfahren haben, dass der SPD-Politiker seinen Rückzug mit anderweitigen Verpflichtungen begründete – mit denen im Haushaltsausschuss des Bundestags. Über Weihnachten habe er die Erkenntnis erlangt, dass sich die Arbeit in beiden Gremien zeitlich nicht mehr miteinander vereinbaren lasse.
Roderich Kiesewetter kündigte am 19. Januar seinen Rückzug aus dem Ausschuss zum 1. März 2015 an. Er gab dafür andere berufliche Verpflichtungen an – zu dem Zeitpunkt war er ebenfalls Obmann der AG Außenpolitik und Vorsitzender des Bundesfachausschusses für Außenpolitik und Verteidigung. Anfang Februar 2015 berichtete die Welt am Sonntag von den tatsächlichen Gründen für den Rücktritt. Kiesewetter gab an, im November 2014 entdeckt zu haben, dass zwei Führungsmitglieder im Reservistenverband, dessen ehrenamtlicher Vorsitzender er seit 2011 ist, mit dem BND zusammenarbeiten: „Nachdem ich von den Vorgängen im Reservistenverband erfuhr, habe ich die Arbeit des Verbandes durch den Bundesnachrichtendienst kompromittiert gesehen. Um möglichen Zweifeln an meiner Unvoreingenommenheit im NSA-Untersuchungsausschuss entgegenzuwirken, habe ich mich konsequent und rasch entschieden, als Obmann zurückzutreten.“
| Mitglieder des NSA-Untersuchungsausschusses | Mitglieder des NSA-Untersuchungsausschusses | Mitglieder des NSA-Untersuchungsausschusses | Mitglieder des NSA-Untersuchungsausschusses |
| Funktion                                    | Name                                        | Partei                                      | Stellvertretung                             |
| ------------------------------------------- | ------------------------------------------- | ------------------------------------------- | ------------------------------------------- |
| Vorsitzender                                | Patrick Sensburg                            | CDU                                         | Tim Ostermann                               |
| Obfrau                                      | Nina Warken                                 | CDU                                         | Matern von Marschall                        |
| Mitglied                                    | Andrea Lindholz                             | CSU                                         | Marian Wendt                                |
| Mitglied                                    | Tankred Schipanski                          | CDU                                         | Stephan Mayer                               |
| Obmann                                      | Christian Flisek                            | SPD                                         | Burkhard Lischka                            |
| Mitglied                                    | Susanne Mittag                              | SPD                                         | Jens Zimmermann                             |
| Obfrau                                      | Martina Renner                              | Die Linke                                   | André Hahn                                  |
| Obmann                                      | Konstantin von Notz                         | Grüne                                       | Hans-Christian Ströbele                     |

| Ausgeschiedene Mitglieder | Ausgeschiedene Mitglieder | Ausgeschiedene Mitglieder |
| Name                      | Partei                    |                           |
| ------------------------- | ------------------------- | ------------------------- |
| Clemens Binninger         | CDU                       |                           |
| Hans-Ulrich Krüger        | SPD                       |                           |
| Roderich Kiesewetter      | CDU                       |                           |

| Anmerkungen A: (April 2014)  | 1. 2. 3. 4. |
| Anmerkungen B: (Januar 2015) | 1. 2. 3.    |
| Anmerkungen C: (März 2015)   | 1. 2. 3.    |

## Auftrag
Das Gremium sollte Ausmaß und Hintergründe der Ausspähungen durch ausländische Geheimdienste in Deutschland aufklären. Zum Auftrag des Gremiums gehörte es auch, nach Strategien zu suchen, wie die Telekommunikation mit technischen Mitteln besser geschützt werden kann.

### Rahmenbedingungen

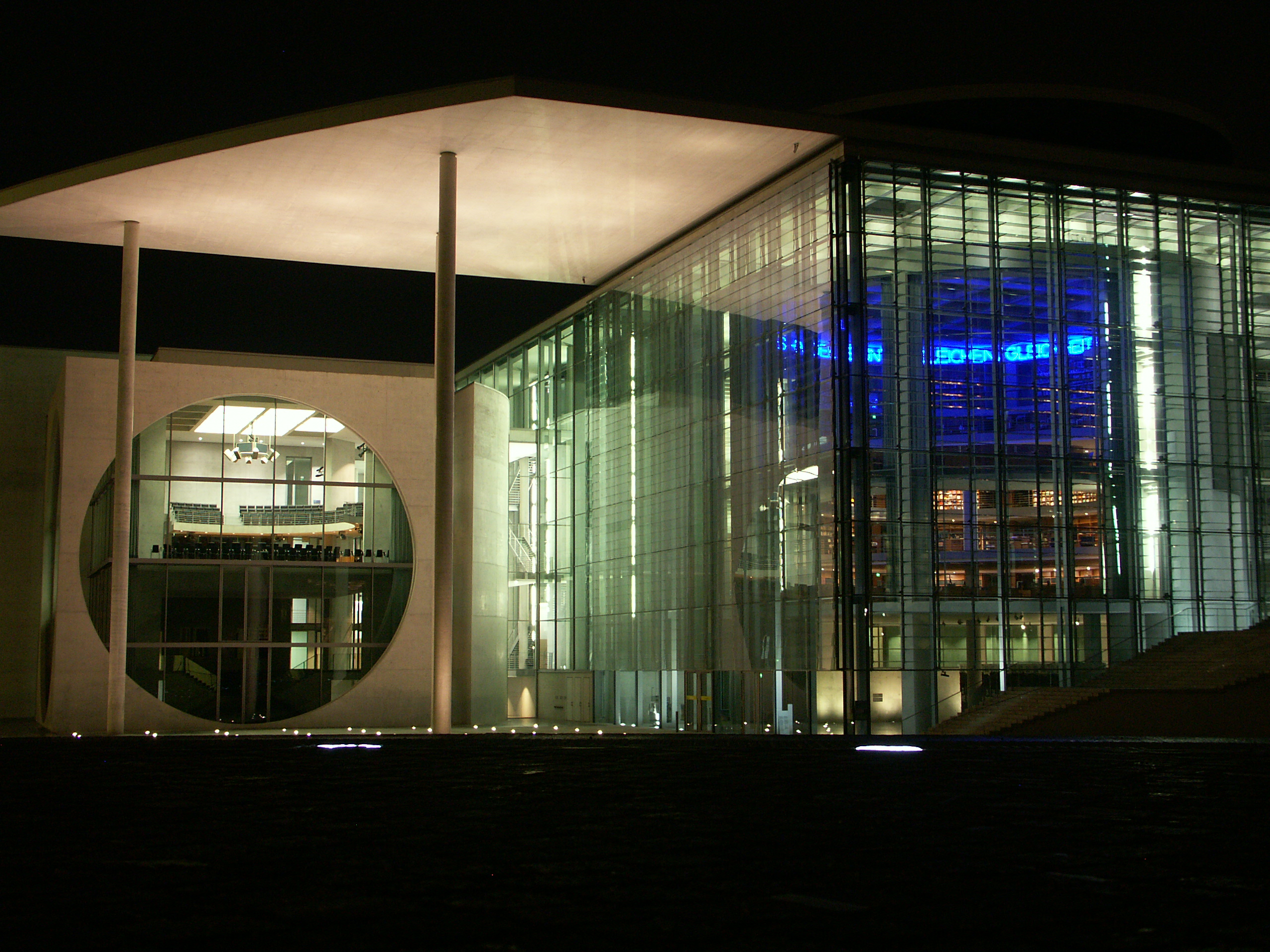
Marie-Elisabeth-Lüders-Haus

Dem Ausschuss lagen etwa 2000 Ordner zur NSA vor. Wenn sich Abgeordnete dieses Material ansehen wollten, mussten sie in die Geheimschutzstelle, einen besonders streng gesicherten Raum im Marie-Elisabeth-Lüders-Haus beziehungsweise ins Kanzleramt (Abteilung 6) gehen. Viele Stellen der Akteninhalte waren geschwärzt. Die Mitglieder des NSA-Untersuchungsausschusses drohten als Folge mit Klage und fordern die Bundesregierung auf, Akteninhalte, die sie für den Ausschuss geschwärzt hatte, wieder lesbar zu machen. Hunderte Akten wurden von der Bundesregierung zurückgehalten: „Bevor der Ausschuss sie sehen dürfe, müssten erst die USA gefragt werden“. Am 5. März 2015 wurde bekannt, dass der BND dem Untersuchungsausschuss nicht alle Akten geschickt hatte. 130 Akten wurden vorenthalten. Laut dem BND geschah dies versehentlich. Der Ausschuss wurde auf die fehlenden Dokumente aufmerksam, als ein als Zeuge geladener BND-Mitarbeiter im nichtöffentlichen Teil einer Sitzung aus vertraulichen Papieren zitierte, die die Ausschussmitglieder nicht kannten. Es steht der Verdacht im Raum, dass ausgehändigte Akten manipuliert oder sogar extra für den Untersuchungsausschuss angefertigt wurden. So gebe es darin etwa keine der sonst für Behördenakten so typischen Strukturen, die Seiten seien offensichtlich nicht aus einzelnen Ordnern genommen und für den Ausschuss zusammengestellt worden. Vielmehr seien es fortlaufend nummerierte Seiten, obwohl darin ständig Wiederholungen und zeitliche Sprünge vorkämen. Auch einen Aktenplan, der alle Bestände zeigt und bei jeder Behörde Pflicht ist, gab es beim BND nicht – zumindest wurde er dem Ausschuss nicht gezeigt. Der Untersuchungsausschuss verlangte daraufhin, dass sämtliche Unterlagen, die von Sachgebieten des BND herausgesucht worden sind, nun noch einmal überprüft und kontrolliert werden müssen.
An die Obleute des Untersuchungsausschusses wurden zur verschlüsselten Kommunikation Krypto-Handys ausgeteilt. Es handelt sich um das Modell Blackberry Z30, ausgestattet mit einem Krypto-Chip des Düsseldorfer Herstellers Secusmart, das verschlüsselte Kommunikation, beispielsweise mit Journalisten, ermöglicht. Beim geheimen Teil der Sitzungen des NSA-Untersuchungsausschusses wird eine Metallkiste aufgestellt. Alle Handys und Tablets werden dort deponiert. Im Hintergrund lief klassische Musik als Abschirmung. Über eine nicht-elektronische Schreibmaschine als Computerersatz wurde damals nachgedacht. Ein absoluter Abhörschutz schien aber auch hier fragwürdig, wie Heise online berichtete.

### Brief des Kanzleramts an den Untersuchungsausschuss wegen öffentlicher Enthüllungen
Das Kanzleramt zeigte sich im Oktober 2014 empört, dass immer wieder eigentlich geheime Informationen (z. B. Operation Eikonal) aus dem NSA-Untersuchungsausschuss an die Öffentlichkeit gelangen. Um das zu verhindern, ging ein Brief mit der Ankündigung möglicher Konsequenzen an die Volksvertreter. Das Bundeskanzleramt hat den Mitgliedern des NSA-Untersuchungsausschusses mit Strafanzeige gedroht, sollte es zu weiteren, in den Augen des Kanzleramtes widerrechtlichen öffentlichen Enthüllungen aus dem Gremium kommen. Explizit seien dabei Berichte des Spiegel, der Süddeutschen Zeitung und Meldungen von Netzpolitik.org genannt worden. Ursprünglich habe die Bundesregierung sogar erwogen, sofort eine Anzeige gegen Unbekannt einzureichen, es dann aber bei einer schriftlichen Warnung belassen. Netzpolitik veröffentlichte daraufhin folgende Erklärung: „Ebenso wie das Kanzleramt sich von vielen Strafanzeigen nicht einschüchtern lässt und weiterhin nicht bereit ist, den größten Überwachungsskandal in der Geschichte der Menschheit aufzuklären, werden wir unsere Arbeit deswegen nicht runterfahren.“

## Diskussion um die Zeugenbefragung Snowdens
Am 8. Mai 2014 wurde vom Ausschuss einstimmig beschlossen, den im russischen Asyl lebenden US-amerikanischen Whistleblower Edward Snowden als Zeugen zu laden. Offen blieb, wo der ehemalige NSA-Mitarbeiter aussagen könnte.
Sensburg warf dem Whistleblower Edward Snowden vor, sich nur aufzuspielen, und zweifelte seine Glaubwürdigkeit an. Snowden sei „nie speziell mit der massenhaften Ausspähung deutscher Bürger in Deutschland befasst“ gewesen und „sollte Snowden nicht bald Beweise in Form von Originaldokumenten vorlegen, verliert er jedwede Glaubwürdigkeit für den Untersuchungsausschuss.“ Über das hinaus, was im Internet zu finden sei, habe „Snowden bis zum heutigen Tage nichts geliefert“. Sensburg bezweifelte, dass Snowden wesentliche neue Details enthüllen könne.
Bündnis 90/Die Grünen und Die Linke halten hingegen eine Aussage von Snowden in Deutschland für dringend notwendig und wollen dies notfalls mit einer Klage vor dem Bundesverfassungsgericht erzwingen. Durch ein Ultimatum, das zur ersten Ausschusssitzung nach der Sommerpause 2014 verstrich, unterstrichen sie eine Forderung an die Bundesregierung, den Weg für eine Zeugenbefragung Snowdens freizumachen.
Im März 2015 wurde bekannt, dass die USA Deutschland massiv gedroht hatten: „Sie [die USA] hätten der Bundesregierung ‚aggressiv‘ gedroht, sollte Deutschland dem Ex-NSA-Mitarbeiter Asyl gewähren. Träte dieser Fall ein, würden die US-Geheimdienste die Deutschen vom Fluss der Geheimdienstinformationen in Sachen Terrorabwehr abschneiden. Sollte also ein terroristischer Anschlag bevorstehen, würden die US-Behörden keine Warnung mehr nach Berlin übermitteln.“

### Klage der Opposition vor dem Bundesverfassungsgericht
Am 23. September 2014 reichten Grüne und Linke Klage gegen CDU, SPD und den NSA-Untersuchungsausschuss beim Bundesverfassungsgericht ein. In dieser ging es um den Beschluss der CDU und SPD, Edward Snowden nicht in Berlin befragen zu wollen, sondern per Video-Konferenz oder in Moskau. Weil Snowden dies jedoch ablehnte, versuchten Linke und Grüne per Gerichtsurteil den Beschluss des NSA-Untersuchungsausschusses, dass Snowden nicht in Berlin vernommen werden soll, aufzuheben.
Am 28. September 2014 reichten Grüne und Linke eine Klage gegen die Amtsführung von Kanzlerin Merkel ein. Ihrer Ansicht nach behindere Kanzlerin Angela Merkel die Aufklärung des globalen Datenspionage-Skandals. Die Bundesregierung habe die Pflicht, den NSA-Ausschuss im Parlament zu unterstützen – und weigere sich, dieser Pflicht nachzukommen. Die Opposition warf der Bundesregierung vor, Art. 44 des Grundgesetzes zu verletzen. Demnach muss die Bundesregierung im Fall eines Untersuchungsausschusses „Rechts- und Amtshilfe“ leisten. Die Kanzlerin und ihre Regierung seien „verpflichtet, die rechtlich ihr möglichen Voraussetzungen für die Vernehmung des Zeugen Edward Snowden zu schaffen“, heißt es in der Klageschrift. Es werde „deutlich, dass die Bundesregierung sich weigert, dieser Pflicht nachzukommen“.
Über zwei Jahre später, am 21. November 2016 gibt der Bundesgerichtshof der Klage der Opposition recht, dass Snowden im NSA-Untersuchungsausschuss persönlich einzuladen sei. Der Beschluss verpflichtet den Untersuchungsausschuss jedoch lediglich ein entsprechendes Ersuchen an die Bundesregierung zu stellen. Eine Aussage dahingehend, dass die Bundesregierung verpflichtet ist, dem durch den Untersuchungsausschuss zu beschließenden Ersuchen nachzukommen, ist mit diesem Beschluss nicht verbunden.

### Politische Sicht
Nach Artikel VII des NATO-Truppenstatuts von 1951 haben die amerikanischen Militärbehörden das Recht, innerhalb der Bundesrepublik „die gesamte Straf- und Disziplinargerichtsbarkeit“ über alle dem amerikanischen Militärrecht unterworfenen Personen auszuüben. Erwähnenswert sind hier auch die engen Vernetzungen der deutschen und amerikanischen Geheimdienste durch das Artikel 10-Gesetz sowie den Zwei-plus-Vier-Vertrag. Die deutsch-amerikanischen Beziehungen stünden der Aufklärung der geheimdienstlichen Angriffe der USA auf die freiheitlichen Grundrechte der Bundesbürger entgegen, so der Freiburger Geschichtsprofessor Josef Foschepoth. Die Partnerschaft mit den USA sei außerdem zentraler Bestandteil der deutschen Staatsräson. „Eine Einreise Snowdens, aus welchen Gründen auch immer, wäre deswegen der politische Super-GAU. Die Bundesregierung würde in die Entscheidung gezwungen, sich zwischen den Interessen der USA und dem verfassungsrechtlich garantierten Schutz der Grundrechte zu entscheiden“, so Historiker Foschepoth weiter.

## Öffentliche Anhörungen

### 1. Anhörung: Verfassungsrecht
In der ersten öffentlichen Anhörung des NSA-Untersuchungsausschusses am 22. Mai 2014 haben Verfassungsrechtler die Auslandsspionage des Bundesnachrichtendienstes scharf kritisiert. Sein Vorgehen sei in Teilen verfassungswidrig, sagten der frühere Präsident des Bundesverfassungsgerichts, Hans-Jürgen Papier, der ehemalige Richter des Bundesverfassungsgerichts, Wolfgang Hoffmann-Riem, sowie Matthias Bäcker, Rechtsprofessor an der Universität Mannheim.
Papier sagte, es gebe eine staatliche Verpflichtung, für eine Grundrechte wahrende und sichere Kommunikationsinfrastruktur zu sorgen. Weiter waren die Staatsrechtler der Ansicht, dass ausländische Nachrichtendienste kein Recht hätten, in Deutschland Kommunikation zu überwachen. Bei Eingriffen in die deutschen Grundrechte müsse der Staat einschreiten.

### 2. Anhörung: Internationales Recht
Am 5. Juni 2014 fand die zweite öffentliche Anhörung statt, in der Experten für internationales Recht gehört wurden. Für den ersten Block der Sitzung waren die Völkerrechtler Stefan Talmon, Helmut Philipp Aust und Douwe Korff geladen. Während erstere sich bezüglich einer rechtlichen Handhabe gegen die Überwachung skeptisch zeigten, plädierte Korff für eine Staatenklage gegen die britische Regierung vor dem Europäischen Gerichtshof für Menschenrechte.
Im zweiten Teil der Anhörung kamen der Washingtoner Rechtsprofessor Russell A. Miller und der Oxforder Internetforscher Ian Brown zu Wort. Miller ging ausführlich auf die unterschiedlichen Rechtstraditionen in Deutschland und den USA ein. Brown erklärte, den britischen Geheimdiensten sei im Namen der nationalen Sicherheit, von Wirtschaftsinteressen oder um schwere Verbrechen zu verhindern, fast alles erlaubt.

### 3. Anhörung: Technische Gegebenheiten
In der dritten Anhörung wurden am 26. Juni 2014 die technischen Gegebenheiten der Überwachung und mögliche technische Konsequenzen erörtert. Geladen waren der Leiter des Fraunhofer-Instituts für Sichere Informationstechnologie Michael Waidner, der Sicherheitsforscher Sandro Gaycken und Christopher Soghoian von der American Civil Liberties Union. Soghoian konnte nicht rechtzeitig anreisen. Seine Stellungnahme, in der er für mehr und bessere Verschlüsselung plädierte, veröffentlichte er im Internet. An seiner Stelle wurde Frank Rieger, einer der Sprecher des Chaos Computer Clubs, angehört.

## Öffentliche Zeugenvernehmungen

### 1. Vernehmung: Die Whistleblower Binney und Drake
Am 3. Juli 2014 sagte der ehemalige Technische Direktor der NSA, William Binney, vor dem Untersuchungsausschuss aus. Er kritisierte die NSA als „gefährliche Datensammelmaschine“. „Sie wollen Informationen über alles haben. Das ist wirklich ein totalitärer Ansatz, den man bislang nur bei Diktatoren gesehen hat“, so Binney. „Nach dem 11. September gab es so etwas wie Privatsphäre nicht mehr.“
Ziel sei auch Kontrolle der Menschen, sagte Binney. Es sei inzwischen im Prinzip möglich, die gesamte Bevölkerung zu überwachen, im Ausland und in den USA. Als Grund für das Abhören des Handys der Bundeskanzlerin nannte Binney, dass der Geheimdienst Denken und Sorgen Merkels besser verstehen wollte. „Man kann es auch als Hebel einsetzen in den Beziehungen“, sagte er. Das Ziel könne auch die Beeinflussung der Kanzlerin oder anderer Politiker gewesen sein.
Der frühere NSA-Mitarbeiter Thomas Drake, ebenfalls Zeuge im Untersuchungsausschuss, nannte in der Nacht auf den 4. Juli 2014 den Bundesnachrichtendienst einen „Wurmfortsatz der NSA“. Der BND arbeite eng mit der NSA zusammen und verstoße potenziell gegen die Verfassung, indem er Daten des Partners nutze. Die Behauptung des BND, man habe dort nichts von der massenhaften Datenüberwachung durch die NSA gewusst, sei angesichts dieser Kooperation „jenseits jeder Glaubwürdigkeit“.
Drake erklärte, es sei üblich, dass ein Geheimdienst, wenn er selbst gesetzlichen Beschränkungen unterliege, für Erkenntnisse aus dem eigenen Land auf Informationen ausländischer Partnerdienste zurückgreift. „Das ist mehr oder weniger schon Routine geworden.“ Nach Drakes Aussagen lieferte der BND zudem Daten für den Drohnenkrieg der USA.

### 2. Vernehmung: Was machen NSA und BND in Bad Aibling?
Am 25. September 2014 wurde der Leiter der BND-Dienststelle Bad Aibling („R. U.“) und der Leiter des dortigen Sachgebietes („J. Z.“) befragt, in dem die Zusammenarbeit mit der NSA organisiert ist. Der Zeuge „Z.“ wurde vorher instruiert, bestimmte Informationen zu verschweigen. Zu Beginn gab es eine öffentliche Sitzung. Über 50-mal verweigerte „R. U.“ eine öffentliche Aussage mit den Hinweis, dass seine „Aussagegenehmigung“ das nicht erlaube. Der Austausch zwischen BND und NSA basiere laut Zeuge „R. U.“ auf einem Memorandum of Understanding aus dem Jahr 2002. Der Vertrag zwischen BND und NSA ist eigentlich streng geheim. Es bestätigte sich, dass nicht die Bundesregierung verhandelt hat, welche Daten der deutsche Geheimdienst an die USA übergibt. „Das allein ist bedenklich, da so keine demokratische Kontrolle über diese Amtshilfe bei der Spionage existiert“, schreibt Kai Biermann für Zeit Online. Die Opposition ist davon überzeugt, dass der BND weit mehr tat, als er hätte tun dürfen. Man müsse davon ausgehen, dass Hunderte Millionen von Daten, möglicherweise auch von deutschen Bürgern, generiert und an die NSA weitergeleitet worden seien. Im Anschluss folgte eine nicht öffentliche Vernehmung des ersten Zeugen „R. U.“. Die Vernehmung des zweiten Zeugen „J. Z.“ fand vollständig nicht-öffentlich statt. Was genau hier besprochen wurde, ist geheim. Der BND hat den beiden nicht erlaubt, öffentlich über ihre Arbeit zu reden; die sogenannte Aussagegenehmigung gestattet nur, den Untersuchungsausschuss hinter verschlossenen Türen zu informieren. Nicht einmal die genaue Bezeichnung des Sachgebietes, in dem Überwachungsprogramme wie XKeyscore eingesetzt werden, darf nach Ansicht des BND bekannt werden.
Neben Bad Aibling sind das Europäische Zentrum für Kryptologie (ECC) in Griesheim, das European Technical Center (ETC) in Mainz-Kastel sowie der Special Collection Service (SCS) im Generalkonsulat in Frankfurt am Main bzw. in der US-Botschaft in Berlin als Spionagestation der NSA im Fokus der Ermittlungen.

### 3. Vernehmung: Bundesnachrichtendienst („Weltraumtheorie“ und Einschüchterungen der Presse während der Sitzung)
Am 9. Oktober wurden „Frau Dr. F.“ sowie „A. F.“ vom Bundesnachrichtendienst vernommen. Als Rechtsbeistand für die BND-Mitarbeiter war der Anwalt Johannes „Jonny“ Eisenberg dabei. Hier präsentierte der BND seine umstrittene Weltraumtheorie. Sie besagt, „dass die Erfassung von über Satelliten laufender Kommunikation an der Außenstelle in Bad Aibling nicht auf bayerischem Grund und Boden stattfindet, sondern allenfalls im Ausland beziehungsweise letztlich auf den Erdtrabanten im All und damit in einem weitgehend rechtsfreien Raum, in den das Grundgesetz nicht hineinreicht, und somit keinen deutschen Beschränkungen unterliegt“.
Für Irritation und Kritik sorgte die Überwachung des Netzpolitik-Bloggers Andre Meister durch einen Polizisten während der Sitzung. Die Zeit bewertete dies als bedenklichen Einschüchterungsversuch gegen die Presse und zitierte Ulf Buermeyer, Verfassungsrechtler und Richter am Berliner Landgericht: „Es gibt keinen Grund, einem Medienvertreter über die Schulter zu gucken. Das bewegt sich gefährlich in Richtung einer Vorabzensur, und die ist nach dem Grundgesetz ausdrücklich verboten.“ Die Pressestelle des Bundestages entschuldigte sich in aller Form bei Meister für den Vorfall und gab an, der Bundestagspolizist habe „in Eigenregie“ gehandelt, weil er befürchtet habe, Meister könne eine Aktion planen und beispielsweise Flugblätter von der Tribüne werfen. Auch protokollierte Eingangslisten am Eingang der Besuchertribüne sorgten für Irritation.

### 4. Vernehmung: Bundesnachrichtendienst (abgebrochen)
Die öffentliche Vernehmung am 16. Oktober wurde nach kurzer Zeit abgebrochen, weil sich herausstellte, dass der Zeuge T. B. des BND sich mit Akten auf die Anhörung vorbereiten konnte, die dem Ausschuss nicht vorlagen.

### 6. Vernehmung: Bundesnachrichtendienst (Fragen zur Datenerfassung)
Am 6. November wurde die abgebrochene Vernehmung des Zeugen T. B. fortgesetzt, anschließend wurde Zeugin G. L. befragt, deren Aussagen häufig aus Hinweisen auf Erinnerungslücken bestanden.

### 7. Vernehmung: Bundesnachrichtendienst (Technische Aufklärung)
In der 22. Sitzung des Untersuchungsausschusses am 13. November wurde in der neunten öffentlichen Zeugenvernehmung der Zeuge W. K., Unterabteilungsleiter Abteilung Technische Aufklärung (TA) im BND, befragt, der sehr strukturiert über technische Arbeitsweisen Auskunft gab.

### 8. Vernehmung: Stefan Burbaum, ehemaliger „G-10-Jurist“ des Bundesnachrichtendiensts
Stefan Burbaum war von etwa Juni 2002 bis Januar 2005 im Bundesnachrichtendienst als „G-10-Jurist“ für alle rechtlichen Fragen im Zusammenhang mit Artikel 10 des Grundgesetzes und des Gesetzes zur Beschränkung des Brief-, Post- und Fernmeldegeheimnisses tätig. Am 27. November 2014 wurde Burbaum zur juristischen Arbeitsweise im BND vom Ausschuss in der 24. Sitzung befragt.

### 9. Vernehmung: S.L. (BND, Projektleiter Eikonal) und Kai-Uwe Ricke (Deutsche Telekom)
In der 26. Sitzung des Ausschusses am 4. Dezember wurden S. L., der Projektleiter beim BND der Operation Eikonal, und Kai-Uwe Ricke, ehemaliger Vorstandsvorsitzender der Deutschen Telekom AG, als Zeugen vernommen.

### 10. Vernehmung: Bundesnachrichtendienst (Technische Aufklärung)
Am 5. März wurde der Brigadegeneral Dieter Urmann, Leiter der Technischen Aufklärung des BND, gehört. Er sagte im Ausschuss, in manchen Operationen sei die G-10-Filterung nur händisch, in anderen maschinell – mit zusätzlichen manuellen Stichproben – durchgeführt worden. Dass dabei etwas durchrutschte, was nicht durchrutschen durfte, sei nicht auszuschließen.

### 11. Vernehmung: DE-CIX: „BND hörte innerdeutsche und europäische Internet-Leitungen ab“
Am 26. März 2015 wurden Klaus Landefeld, Beirat der DE-CIX Management GmbH, und Hans de With, ehemaliger Vorsitzender der G-10-Kommission, gehört. Klaus Landefeld führte aus, dass der BND sich nicht nur für außerdeutsche Leitungen interessiere, wie etwa in den arabischen Raum, sondern auch für innerdeutsche Leitungen, auf denen über 90 Prozent des Verkehrs grundrechtsgeschützt sei. Es ließe sich „absolut nicht trennscharf“ entscheiden, was im Netz „deutsch ist oder nicht“. Auch die 20-Prozent-Regel, nach der Geheimdienste ein Fünftel der Leitungskapazität ausleiten dürfen, würde nicht real praktiziert, so Landefeld. Die Provider legen ihre Leitungen so an, dass sie in der Regel nur zu 30 oder 40 Prozent ausgelastet seien. Mit der 20-Prozent-Regel lande man bei 50 bis 60 Prozent des durchgeleiteten Verkehrs, was nicht im Sinne des Gesetzes sei. Weiterhin sagte er, dass den sichersten Schutz gegen eine Überwachung eine Ende-zu-Ende-Verschlüsselung der Dateninhalte biete. Das sei „das einzige, was hilft. Alles andere ist illusorisch“, so Landefeld.

## Ausspionierung des Untersuchungsausschusses
Am 4. Juli 2014 wurde öffentlich bekannt, dass der BND-Mitarbeiter Markus R. von der Bundesanwaltschaft wegen des dringenden Verdachts der geheimdienstlichen Agententätigkeit am 2. Juli festgenommen wurde. Der 31-jährige Deutsche arbeitete in der Abteilung Einsatzgebiete Ausland der BND-Registratur. Zu seinen Aufgaben zählten unter anderem das Entgegennehmen und Einscannen von Dokumenten. Er wird verdächtigt, neben dem BND auch den NSA-Untersuchungsausschuss im Auftrag des US-Geheimdienstes CIA ausspioniert zu haben. Nach der Festnahme des mutmaßlichen Spions wurde der Botschafter der Vereinigten Staaten in Deutschland, John B. Emerson, zu einem Gespräch ins Auswärtige Amt einbestellt.
Am selben Tag wurde bekannt, dass der BND-Mitarbeiter seit 2012 insgesamt 218 Geheimpapiere des BND an sich gebracht und diese auf USB-Sticks bei konspirativen Treffen in Salzburg, Österreich für insgesamt 25.000 Euro an US-Dienste verkauft hat. Mindestens drei Dokumente sollen einen Bezug zum NSA-Ausschuss gehabt haben. Der mutmaßliche Doppelagent habe angegeben, einmal pro Woche geheime Dokumente an die USA geschickt zu haben. Er soll Befehle aus Wien bekommen haben. Das Bundesamt für Verfassungsschutz war dem BND-Mitarbeiter bereits auf der Spur gewesen, hielt ihn aber wohl fälschlicherweise für einen russischen Spion und wandte sich daher ausgerechnet an die US-Amerikaner, für die dieser spionierte, um ihn zu enttarnen. Der Geheimdienstexperte Erich Schmidt-Eenboom wies jedoch darauf hin, dass es sich bei dem Spion durchaus um einen russischen Spion handeln könne, der sich als US-amerikanischer Spion ausgibt.
Am 9. Juli wurde ein zweiter US-Spion, ein Mitarbeiter des Bundesverteidigungsministeriums, enttarnt. Die beiden sollen im Zusammenhang stehen: Letzterer war ausgerechnet für die Aufarbeitung des Spionageverdachts gegen Markus R. eingesetzt. Nach Informationen der Bild sollten mehr als ein Dutzend weitere Spione in deutschen Ministerien sitzen. Schwerpunkt seien die Ministerien für Verteidigung, Wirtschaft, Inneres und Entwicklungshilfe.
Der Obmann Roderich Kiesewetter wurde auf seinem Mobiltelefon abgehört, wie ein Bundestagstechniker im Juli 2014 feststellte. Kiesewetter sagte dem Südwestrundfunk, er habe Anhaltspunkte, dass alle vier Obleute der im NSA-Untersuchungsausschuss vertretenen Parteien abgehört worden seien.
Auch das Handy des Linken-Politikers und NSA-Kritikers Steffen Bockhahn wurde ausgespäht. Bockhahns engste Mitarbeiterin bemerkte am 30. Juli 2013 Manipulationen an ihrem Handy. Unbekannte sollen den gesamten SMS-Verkehr zwischen ihr und dem damaligen Bundestagsabgeordneten durchforstet sowie gezielt nach Dienst-Mails mit Bezug zum Parlamentarischen Kontrollgremium gesucht haben.
Am 3. März 2015 wurde ein erneuter Spionageverdacht bekannt: Es besteht die dringende Vermutung, dass das verschlüsselte Handy des NSA-Ausschussvorsitzenden Sensburg gehackt wurde. Auf Anfrage von Die Welt bestätigte der Bundestag, dass das Handy aufgrund von Funktionsstörungen durch die Bundestagsverwaltung in einem verplombten Behälter zur Überprüfung an das Bundesamt für Sicherheit in der Informationstechnik (BSI) in Bonn geschickt wurde und der Behälter geöffnet beim Empfänger eingetroffen sei. Dabei soll es zwischenzeitlich auch herausgenommen worden sein. Es stand der Verdacht im Raum, hinter den Aktionen könnte womöglich das Kalkül der Geheimdienste stehen, den Ausschuss zu diskreditieren und eine weitere Aufarbeitung zu verhindern. Denn wenn geheime Informationen von Ausschuss-Mitgliedern nicht geschützt werden können, dürfe der Ausschuss keine Informationen mehr bekommen, was im Sinne aller beteiligten Geheimdienste wäre.

### Reaktionen

#### Stimmen aus deutschen Politikerkreisen
Laut erster Aussagen von Patrick Sensburg am 5. Juli 2014 gab es bis dato keine Erkenntnisse, dass interne Dokumente des Untersuchungsausschusses ausgespäht worden sind: „Ich habe derzeit keine Erkenntnisse, dass Dokumente des Untersuchungsausschusses selber ausgespäht worden sind, sondern Dokumente, die dem Untersuchungsausschuss zugeleitet werden sollten – von Regierungsinstitutionen und Behörden.“
Bundeskanzlerin Angela Merkel zeigte sich beunruhigt über den Fall. Bei einer Bestätigung handele es sich um einen Vertrauensbruch des US-Geheimdienstes. Der Generalbundesanwalt prüfe den Fall. Sollte sich eine Kooperation mit dem US-Geheimdienst bewahrheiten, „handelt sich das um einen sehr ernsthaften Vorgang“, so Merkel.
Bundespräsident Joachim Gauck sieht durch das Ausspionieren des NSA-Untersuchungsausschusses durch einen BND-Mitarbeiter für US-Dienste die Freundschaft mit den USA gefährdet:

„Dann ist ja nun wirklich zu sagen: Jetzt reicht’s auch einmal.“

Bundesverteidigungsministerin Ursula von der Leyen forderte die USA zur Kooperation in der Spionageaffäre auf: „Wir erwarten, dass die Vereinigten Staaten nicht nur einräumen, was geschehen ist, sondern konstruktiv mit uns zusammenarbeiten, dass so etwas nicht wieder geschieht.“
Der ehemalige Obmann der Unionsparteien im NSA-Untersuchungsausschuss, Roderich Kiesewetter, forderte eine erhebliche Aufstockung des Etats für den BND, damit dieser künftig in der Lage sei, auch bei Deutschlands Verbündeten Gegenaufklärung zu betreiben.
Die Fraktion der Partei Die Linke forderte als Reaktion eine Aussetzung der Verhandlungen über das Transatlantische Freihandelsabkommen (TTIP).

#### Erklärungsversuch
Am 7. Juli 2014 skizzierte der Historiker Josef Foschepoth die engen Vernetzungen der deutschen und amerikanischen Geheimdienste durch das Artikel 10-Gesetz sowie den Zwei-plus-Vier-Vertrag:

„Der damalige Chef des Bundesamts für Verfassungsschutz, Hubert Schrübbers, sagte während der Abhöraffäre 1963, deutsche und amerikanische Geheimdienste seien ein einheitlicher Organismus. Es ist wichtig, dies endlich zu verstehen: Die NSA-Affäre ist keine rein amerikanische, sondern eine janusköpfige, deutsch-amerikanische Affäre.“

#### Ausweisung des obersten Repräsentanten des US-Geheimdienstes CIA
Als Reaktion auf die Spionage gab die Bundesregierung in der Ausschusssitzung des NSA-Untersuchungsausschusses bekannt, dass der oberste Repräsentant des US-Geheimdienstes CIA in Deutschland aufgefordert wurde, auszureisen. Der Regierungssprecher Steffen Seibert erklärte, die Aufforderung zur Ausreise „erging vor dem Hintergrund der laufenden Ermittlungen des Generalbundesanwaltes wie auch der seit Monaten anstehenden Fragen zur Tätigkeit von US-Nachrichtendiensten in Deutschland, zu denen der Deutsche Bundestag einen parlamentarischen Untersuchungsausschuss eingerichtet hat“ – zugleich hob er das deutsche Interesse an einer weiterhin engen Zusammenarbeit mit den USA hervor. Der Vorsitzende des Bundestagsgremiums zur Kontrolle der Geheimdienste (PKGr) Clemens Binninger gab bekannt, die Aufforderung erfolge „als Reaktion auf die auf lange Zeit nicht erfolgte Zusammenarbeit im Bemühen um Aufklärung“, der SPD-Vertreter im PKGr, Burkhard Lischka, bezeichnete die Aufforderung als „richtige Reaktion“. Deutschland habe in den USA viele Fragen gestellt, „ohne irgendeine Antwort zu bekommen“. Auch die Oppositionsparteien Grüne und Linke begrüßten den Schritt der Bundesregierung.

#### Einschränkung der Zusammenarbeit mit amerikanischen Geheimdiensten
Das für die deutschen Geheimdienste zuständige Kanzleramt erließ am 11. Juli 2014 eine Anweisung an alle deutschen Geheimdienste, die Zusammenarbeit mit amerikanischen Partnerdiensten bis auf Weiteres auf das Notwendigste zu beschränken. Damit seien alle Kooperationen gemeint, die nicht die unmittelbaren Sicherheitsinteressen Deutschlands, wie etwa die Sicherheit deutscher Soldaten in Afghanistan oder bei anderen Auslandseinsätzen, sowie die Abwehr von terroristischen Bedrohungen betreffen.
Kongressmitglieder beider Parteien forderten die Regierung von Präsident Barack Obama zum Handeln auf. „Ich bin zutiefst besorgt“, sagte die Vorsitzende des Geheimdienstausschusses im US-Senat, die Demokratin Dianne Feinstein, über die Affäre.
„Die Situation fängt an, außer Kontrolle zu geraten“, sagte der republikanische Senator Jim Risch, der ebenfalls im Geheimdienstausschuss sitzt. „Die Regierungen beider Länder müssen sich an einen Tisch setzen und versuchen, das zu lösen.“ Deutschland sei für die Vereinigten Staaten ein „sehr wichtiges Land“.

#### Observierung von ausländischen Geheimdiensten
Nach Informationen von SZ, NDR und WDR hat sich die Bundesregierung dazu entschlossen, in Zukunft auch amerikanische und britische Geheimdienste auf deutschem Boden zu observieren. Die Maßnahmen seien rein defensiv. Den BND in den USA spionieren zu lassen, lehnt die Regierung ab.
Am 8. August 2014 gab der Spiegel bekannt, dass das Auswärtige Amt alle ausländischen Botschaften auf offiziellem diplomatischen Weg dazu auffordert, ihr gesamtes Geheimdienstpersonal zu benennen.

## Spionage des Bundesnachrichtendienstes (BND/NSA-Affäre)

### Inlandsspionage

#### Operation Eikonal

##### Geschichte und zeitliche Einordnung der Operation

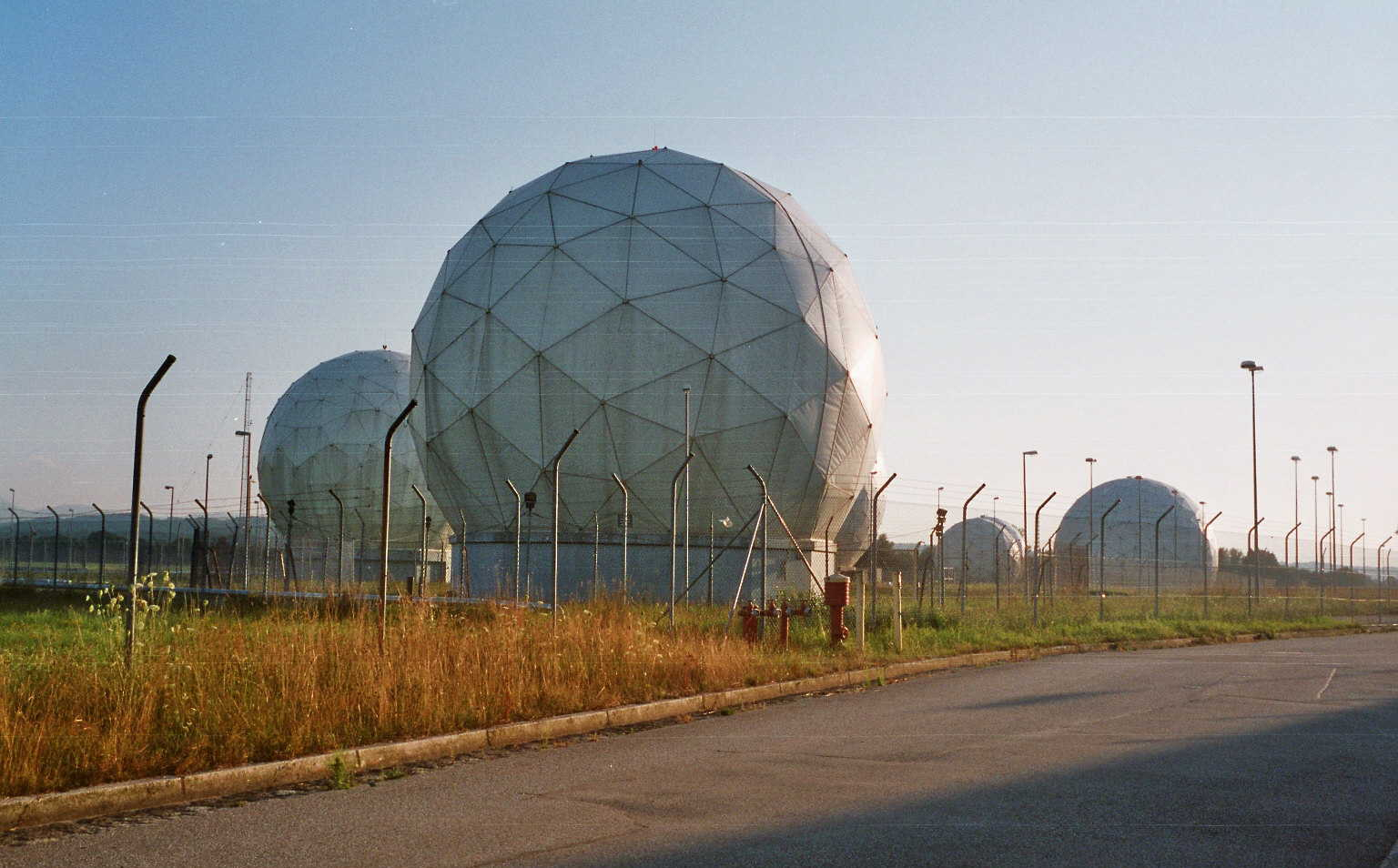
Radome der Fernmeldeverkehrstelle des Bundesnachrichtendiensts (BND-Deckname: Hortensie III, Kürzel: 3 D 30) derzeit im Einsatz (Stand: Mai 2015). Diese waren bis 2004 Teil der ehemaligen Bad Aibling Station, eine Einrichtung des US-amerikanischen Geheimdienstes NSA im Rahmen des weltweiten Spionagenetzes „Echelon“.

Am 4. Oktober 2014 veröffentlichte ein Rechercheteam von Süddeutscher Zeitung, NDR und WDR einen Bericht über die Operation Eikonal. Geheime Akten des Kanzleramts und des Bundesnachrichtendienstes belegen, wie genau die Zusammenarbeit von BND und NSA zwischen 2004 und 2008 funktionierte. Die Akten zeigten, dass Telefon- und Internetdaten in Frankfurt am Main in einem Netzknoten der Deutschen Telekom unter dem Namen Operation Eikonal von Filtern erfasst wurden, um über eine Leitung der Deutschen Telekom zum BND-Sitz in Pullach zu fließen. Der BND und die Telekom hatten einen Vertrag geschlossen, wonach die Telekom dem BND den Zugang zu ihren Servern zur Verfügung stellte – und dafür monatlich 6000 Euro erhielt. Von Pullach aus wurden die Daten weiter nach Bad Aibling in die Mangfall-Kaserne zur sogenannten Fernmeldeverkehrstelle des Bundesnachrichtendiensts geleitet, wo NSA und BND zusammenarbeiten (Special US Liaison Activity Germany).
Der in Frankfurt am Main einlaufende Telefonverkehr wurde ab 2004 überwacht, im November 2005 folgte die Internetüberwachung. 2005 fiel dem BND auf, dass die NSA nach Informationen über „EADS“, „Eurocopter“ (zu Zwecken der Wirtschaftsspionage) oder nach französischen und österreichischen Behörden suchte. Laut dem Rechercheverbund machte der BND jedoch lange weiter. In einem Vermerk heißt es, nur mit Hilfe der NSA könne er lernen, „früher Massendaten aus dem Internet bewältigen und aufklären zu können.“
Nach den Angaben des Bundestagsabgeordneten Flisek endete die Operation Eikonal angeblich deswegen, da der BND so starke Datenfilter einsetzte, dass das übriggebliebene Material für die NSA von geringem Interesse war. Ein Filter namens „Dafis“ sollte die Daten von deutschen Staatsbürgern herausfiltern; dieser funktionierte aber nie richtig und man geht davon aus, dass höchstens 95 % aller grundrechtsgeschützten Daten herausgefiltert wurden.
Auf das Ende reagierte die NSA verärgert und schickte ihren damaligen NSA-Vizepräsident John C. Inglis ins Kanzleramt nach Berlin und verlangte „Kompensation“. Der BND hatte gerade Zugang zu einem „weltumspannenden“ und „global wichtigen Kommunikationsstrang“ erhalten, auf den die NSA keinen Zugriff hatte. Dank des BND wurde die NSA „stiller Partner“ und bekam die Daten. In einer Bilanz der Operation Eikonal heißt es, „bis zuletzt sei eine ‚absolute und fehlerfreie‘ Trennung zwischen deutscher und ausländischer Telekommunikation nicht möglich gewesen.“

##### Fortbestehen der Methodik

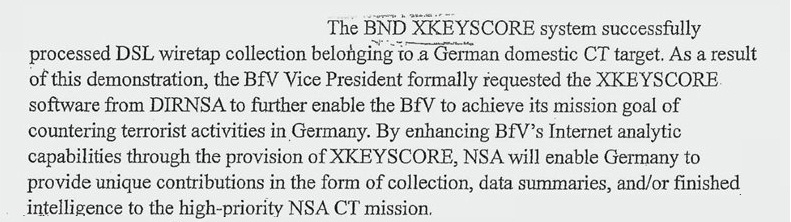
Ausschnitt aus einer NSA-Präsentation über XKeyscore und die Zusammenarbeit mit BND und BfV.

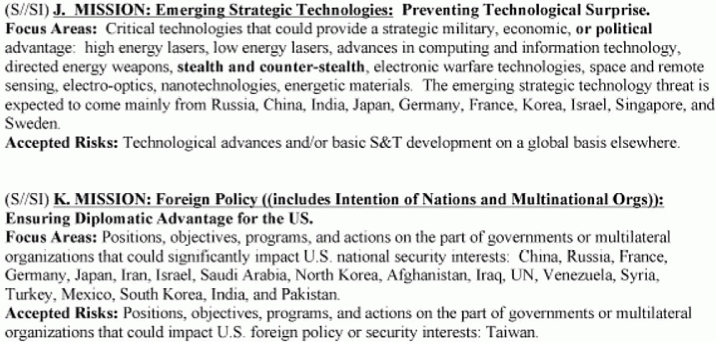
In Deutschland bestanden von 2007 bis 2013 die Hauptaufgaben der NSA in Strategic Mission J (Wirtschaftsspionage) und Strategic Mission K (Überwachung der politischen Führungspersonen).

Trotz des angeblichen Endes der Operation Eikonal wurden laut einer NSA-Statistik von 2013 weiterhin an normalen Tagen bis zu 20 Millionen Telefonverbindungen und um die 10 Millionen Internetdatensätze, die aus Deutschland kommen, gespeichert. Im Dezember 2012 sollen es rund 500 Millionen Metadaten gewesen sein, die in der Bad Aiblinger Mangfall-Kaserne erfasst wurden. An Spitzentagen wie dem 7. Januar 2013 überwachte die NSA rund 60 Millionen Telefonverbindungen in Deutschland. Von den monatlich 500 Millionen aus Deutschland stammenden Datensätzen, die im Rahmen der gesamten Überwachungsaktivitäten anfielen, stammten im Dezember 2012 180 Millionen Einträge von XKeyscore.
In einem Anfang 2014 ausgestrahlten Interview bestätigte Edward Snowden erneut den Zugang Deutschlands zu XKeyscore. Im Mai 2015 berichtet Zeit Online, dass der BND weitaus mehr Metadaten an die NSA übermittelt, als bekannt. Von den 6,6 Milliarden Metadaten, die der BND monatlich abfängt, werden bis zu 1,3 Milliarden Metadaten an die NSA weitergereicht. Diese sind zwar angeblich auf Grund der Artikel 10-Gesetzgebung gefiltert, allerdings gaben die Verantwortlichen im Untersuchungsausschuss zu, dass die Filter nicht richtig funktionieren. Mit Hilfe dieser BND-Metadaten erstellen NSA und CIA unter anderem Ziele für Kampfdrohnen, die von der Ramstein Air Base in Ramstein-Miesenbach als Schnittstelle zur Planung und Steuerung der Einsätze gegen mutmaßliche Terroristen in Afrika und im Nahen Osten dienen.
Auch der Zeuge „W. K.“, Unterabteilungsleiter der Abteilung Technische Aufklärung im BND, bestätigte am 13. November 2014 in der 22. Sitzung des NSA-Untersuchungsausschusses das Fortbestehen der Methodik:

„Eikonal beinhaltete selektive Erfassung von Ausland-Ausland-Transitverkehr. Zeit nicht vergessen: Afghanistan, Terror-Aufklärung. Da wurden selektiert Daten erfasst und automatisiert weitergeleitet. Genaueres nur nicht-öffentlich (NÖ), wir machen die Methodik ja immer noch.“

Weiterhin berichtete Klaus Landefeld, Beirat der DE-CIX Management GmbH, am 26. März 2015 im NSA-Untersuchungsausschuss vom Fortbestehen der Abhörpraxis des BND am DE-CIX seit 2009. Das Bundeskanzleramt soll mehrmals interveniert haben und sowohl die G-10-Kommission, als auch die Bundesnetzagentur davon abgehalten haben, die Abhöraktion zu untersuchen. Er führte weiterhin aus, dass der BND sich nicht nur für außerdeutsche Leitungen interessiere, wie etwa in den arabischen Raum, sondern auch für innerdeutsche Leitungen, auf denen über 90 Prozent des Verkehrs grundrechtsgeschützt sei. Es ließe sich „absolut nicht trennscharf“ entscheiden, was im Netz „deutsch ist oder nicht“.

##### Neuere Entwicklungen ab April 2015

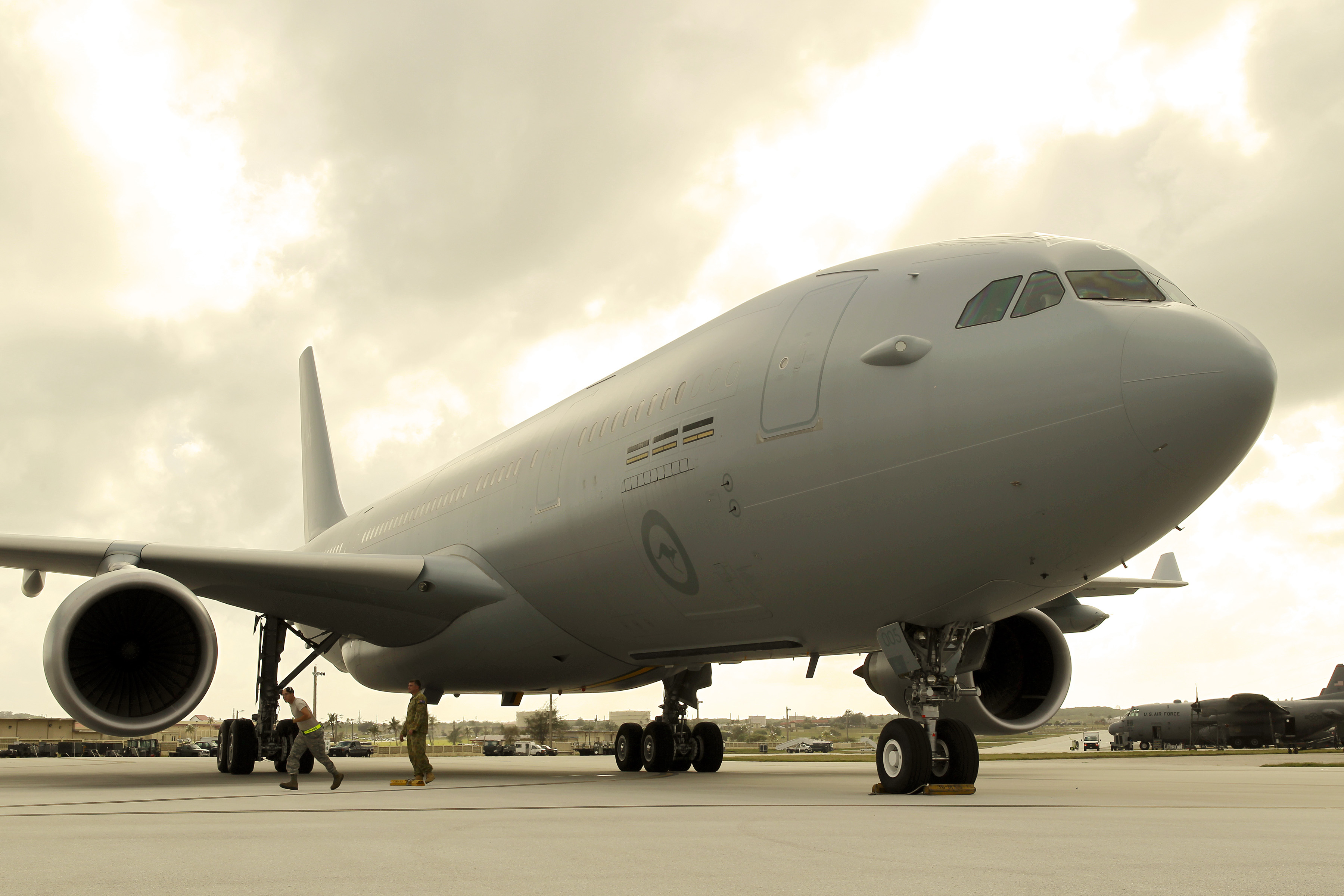
Tankflugzeug A330 MRTT der Airbus Group, Europas größter Luft- und Raumfahrt- sowie zweitgrößter Rüstungskonzern.

Am 23. April 2015 berichteten Medien erneut über das Ausmaß der Kooperation zwischen BND und NSA in Bad Aibling. Aufgrund eines Beweisantrags der Bundestagsfraktionen wurde untersucht, wie viele der 800.000 Selektoren (IP-Adressen, E-Mail-Adressen, Telefonnummern, Geokoordinaten, MAC-Adressen) gegen deutsche und europäische Interessen gerichtet waren. Diese Selektoren bekam der BND von der NSA über den Verlauf von 10 Jahren automatisch zugewiesen; mehrmals am Tag hat sich ein BND-Server mit einem NSA-Server verbunden und neue Selektoren heruntergeladen. Die gewonnenen Erkenntnisse wurden dann an die NSA weitergeleitet.
Die BND-Einrichtungen seien im bayerischen Bad Aibling genutzt worden, um hochrangige Beamte des französischen Außenministeriums, des Präsidialstabs und der EU-Kommission auszuspähen. Unternehmen, wie z. B. Airbus seien vor allem betroffen, weil die USA angeblich nach Hinweisen auf illegale Exportgeschäfte gesucht habe. Auch die Zahl der von den USA seit Beginn der Kooperation angelieferten Selektoren wurde bekannt: in den Jahren 2002–2013 waren es 690.000 Telefonnummern und 7,8 Millionen IP-Suchbegriffe, berichtet der Rechercheverbund von Süddeutscher Zeitung, NDR und WDR am 30. April.
Schon 2013, nach Veröffentlichung der Snowden-Dokumente, stellte der BND eine Liste aller möglicherweise problematischen Selektoren zusammen. Sie umfasste 2.000 eingesetzte und nicht aussortierte, rechtswidrige Selektoren. Im Zuge der neuen Untersuchungen von März bis Mai 2015 wurden weitere 459.000 solcher Selektoren gefunden, es handelt sich hier z. B. um europäische Politiker und Unternehmen. Davon wurden nur 400 aussortiert. Derzeit (Stand: Mai 2015) ist unklar, wie viele dieser Selektoren vom BND abgelehnt oder ausgeführt wurden, ob es noch mehr gibt und um welche es sich genau handelt. Der Spiegel berichtete am 15. Mai 2015, dass über die Hälfte der 40.000 Selektoren, die im März 2015 gefunden worden sind, auch aktiv waren, d. h. tatsächlich zur Ausforschung von Behörden, Unternehmen und anderen Zielen in Europa verwendet worden sind.

###### Herausgabe der Selektorenliste
Nach Informationen von Süddeutscher Zeitung, NDR und WDR will das Bundeskanzleramt die Selektorenliste der NSA nicht dem Deutschen Bundestag vorlegen. Behauptungen der Bundesregierung, die US-Regierung verbiete die Herausgabe der Selektorenliste, widersprachen Mitarbeiter der US-Regierung.
Stattdessen soll eine Art Ermittlungsbeauftragter der Bundesregierung Einsicht in die Unterlagen erhalten und im Herbst dem NSA-Untersuchungsausschuss und dem Parlamentarischen Kontrollgremium Bericht erstatten, so die SZ am 9. Juni 2015. Die SPD will, dass der Bundestag entscheidet. Führende Sozialdemokraten regen an, dass die Opposition einen eigenen zweiten Ermittler ernennen darf. Dieser Vorschlag steht im Widerspruch zu Merkels Versprechen, dem NSA-Untersuchungsausschuss alle Materialien aus dem Kanzleramt und dem BND vorzulegen:

„Alle Materialien aus dem Kanzleramt, und zum Teil ist das ja noch im Prozess, auch vom BND, werden diesem Untersuchungsausschuss zugeliefert, das ist für uns eine Selbstverständlichkeit.“

Die Zeit berichtet am 11. Juni 2015 von einem vertraulichen Gutachten des Wissenschaftlichen Dienstes des Bundestages mit dem Titel: „Fragen zum Ermittlungsbeauftragten nach § 10 Untersuchungsausschussgesetz (PUAG)“. Das Fazit dieses Gutachtens laute: 

„Nach der Entstehungsgeschichte, dem Wortlaut und dem Sinn dieses Gesetzes sei ein Ermittlungsbeauftragter lediglich eine ‚Hilfsperson‘ der Parlamentarier, ihnen allein stehe das Kontrollrecht zu. […] In rechtlicher Hinsicht darf dem Ausschuss aber der Zugang zu Material, das dem Ermittlungsbeauftragten zugänglich ist, nicht verweigert werden.“

Bundestagspräsident Norbert Lammert sagte im Magazin Spiegel eine Klage vor dem Bundesverfassungsgericht in Karlsruhe voraus, sollte die Regierung ihre Pläne gegen den Willen des Parlaments durchsetzen: „Wenn keine überzeugende Lösung gefunden wird“, könne man davon „beinahe sicher ausgehen“, so Lammert. Die Klage wurde vom Bundesverfassungsgericht abgelehnt mit der Begründung, dass ansonsten die US-Regierung nicht mehr die Inforationen mit dem BND teilen würde und so die Kooperation beeinträchtigen.

###### Wissen des Kanzleramtes über die gemeinsamen Aktivitäten des BND und der NSA
Netzpolitik.org berichtete am 4. Oktober 2014: „Im BND wurde diskutiert, ob man zumindest das G-10-Gremium über den wahren Charakter der Operation informieren müsse. Die Frage landete im Kanzleramt, wurde wieder diskutiert und, so scheint es, mit Nein beantwortet. Am 27. April 2004 soll in der sogenannten Präsidenten-Runde, an der in der Regel auch Steinmeier teilnahm, diese Entscheidung getroffen worden sein.“ Für die angeblich 2008 ausgelaufene Operation war der frühere Kanzleramtschef Frank-Walter Steinmeier verantwortlich.
Die Frankfurter Allgemeine Zeitung (FAZ) berichtet am 27. April 2015, dass Unterlagen, die dem NSA-Untersuchungsausschuss vorlägen, eindeutig belegen, dass das Kanzleramt informiert wurde und die Spionage-Aktivitäten der NSA offenbar duldete. Die „Bild“-Zeitung zitiert einen Beteiligten mit der folgenden Aussage: „Man hat damals gesagt: ‚Wir brauchen die Informationen der Amerikaner, so läuft es nun mal, wir wollen die Zusammenarbeit nicht gefährden.‘“ Das Kanzleramt habe gewusst, dass die NSA Deutsche und Europäer ausspähen wollte und es geschehen lassen, so die FAZ.
Der Focus schreibt am 27. April 2015 weiterhin, „…dass es bei den Vorwürfen konkret um mindestens zwei Dokumente gehe, die der BND 2008 und 2010 ans Kanzleramt geschickt habe. In beiden Fällen sollte das Kanzleramt auf hochrangige Gespräche mit US-Geheimdienstlern vorbereitet werden.“ Es sei um die Vorbereitung einer USA-Reise des damaligen Kanzleramtschefs Thomas de Maizière gegangen, der „sehr wahrscheinlich“ informiert wurde. Eingeweiht gewesen seien jedenfalls der heutige (Stand: April 2015) BND-Vize Guido Müller und Günter Heiß, der im Kanzleramt immer noch für Geheimdienste zuständig ist. Weiterhin nennt der Focus das Jahr 2010 „seit dem das Kanzleramt spätestens wusste, dass zahlreiche dieser Ziele massiv gegen deutsche Interessen verstießen, jedoch nichts unternommen wurde.“
Am 29. April wurde bekannt, dass Thomas de Maizière falsche Aussagen gegenüber dem Parlament und der Öffentlichkeit getätigt hat. Das belegen Antworten, die das Innenministerium (BMI) im Namen der Bundesregierung auf Anfragen der Linken gegeben hat. Am 14. April 2015 antwortete das Innenministerium in Drucksache 18/4530 auf eine Anfrage zur NSA-Spionage: „Es liegen weiterhin keine Erkenntnisse zu angeblicher Wirtschaftsspionage durch die NSA oder anderen US-Diensten in anderen Staaten vor.“
Mindestens bis 2013 spähte die NSA deutsche und europäische Ziele aus. Das bestätigt die Bundesregierung am 4. Mai 2015 in einem Geheimpapier, welches das ZDF-Magazin Frontal21 einsehen konnte. Demnach stellte der BND noch am 26. August 2013 fest, dass die NSA aktuelle Mail-Adressen von europäischen Politikern, Ministerien europäischer Mitgliedsstaaten, EU-Institutionen, aber auch Vertretungen deutscher Unternehmen ausspähe. Dass die amerikanische Spionage-Praxis gegen deutsche Interessen verstieß, werde in dem Papier eingeräumt.
Laut Zeit Online soll das Bundeskanzleramt schon 2006 über unrechtmäßige Spionageversuche des US-Geheimdienstes NSA in Europa mithilfe des BND informiert worden sein. Der damalige Präsident des BND, Ernst Uhrlau, sagte vor dem NSA-Untersuchungsausschuss, er habe 2006 aus dem BND von problematischen NSA-Zielen für das Ausspähen des Datenverkehrs erfahren. Auch der Name des Luft- und Raumfahrtkonzerns EADS (jetzt Airbus Group) sei in dem Zusammenhang wohl gefallen, so Uhrlau. Er gehe davon aus, dass er die Information mündlich im Kanzleramt erwähnt habe.

##### Reaktionen auf die Enthüllungen
Der Journalist Heribert Prantl (Richter und Staatsanwalt a. D.) schrieb am 4. Oktober 2014 in der SZ zur Operation Eikonal:

„In keinem Fall darf ein Grundrecht in seinem Wesensgehalt angetastet werden. So steht es im Grundgesetz. Das gilt auch für die Geheimdienste, das gilt auch für das Kanzleramt, das die Geheimdienste zu beaufsichtigen hat. Der Wesensgehalt des Fernmeldegeheimnisses nach Artikel 10 Grundgesetz ist offensichtlich nicht nur angetastet, er ist schon ziemlich zerstört.“

Die Bundesregierung forderte am 23. April 2015 vom Bundesnachrichtendienst Aufklärung über die neuen Spionagevorwürfe. Regierungssprecher Steffen Seibert teilte mit, das Kanzleramt stehe „seit mehreren Wochen mit dem BND in intensivem Kontakt und habe diesen angewiesen, den komplexen Sachverhalt vollständig aufzuklären. Im Rahmen der Dienst- und Fachaufsicht hat das Bundeskanzleramt technische und organisatorische Defizite beim BND identifiziert.“ Das Bundeskanzleramt habe unverzüglich Weisung erteilt, „diese zu beheben“, so Seibert. Martina Renner, Obfrau des NSA-Untersuchungsausschusses, verlangte den Rücktritt von BND-Präsident Gerhard Schindler und erwarte, dass der Generalbundesanwalt das bisherige Prüfverfahren sofort in ein ordentliches Ermittlungsverfahren umwandele, denn es bestehe der Verdacht des Landesverrats.
Der Präsident des Bundesverbandes der Deutschen Industrie (BDI), Ulrich Grillo, forderte am 29. April 2015 im Spiegel, dass „die Bundesregierung die Vorwürfe zügig und lückenlos aufzuklären müsse – ohne Kompromiss.“ Der BDI zeigte sich entsetzt über die Vorwürfe gegen den Bundesnachrichtendienst, US-Wirtschaftsspionage gegen die deutsche Industrie jahrelang unterstützt zu haben. Grillo bezeichnet das Vertrauensverhältnis zwischen Staat und Industrie als „erheblich belastet“. Martin Wansleben, Hauptgeschäftsführer des Deutschen Industrie- und Handelskammertages (DIHT), verlangte schnelle Aufklärung. Bitkom-Hauptgeschäftsführer Bernhard Rohleder forderte, dass die Arbeit der Nachrichtendienste gegenüber der Aufsicht absolut transparent sein müsse.
Der Luft- und Raumfahrtkonzern Airbus stellte Strafanzeige gegen Unbekannt auf Grund der Berichte über die NSA/BND-Spionage, die Airbus zum Ziel hätten. „Wir haben die Bundesregierung um Auskunft gebeten. Wir werden jetzt Strafanzeige gegen Unbekannt wegen des Verdachts der Industriespionage stellen“, so ein Konzernsprecher dem Handelsblatt am 30. April 2015.
Der Menschenrechtskommissar des Europarates, Nils Muiznieks, hält die Kontrolle der Geheimdienste in Deutschland für unzureichend. „Das Kontrollsystem muss gestärkt werden“, sagte er der Deutschen Presse-Agentur. Die Geheimdienstkontrolleure des Bundestages hätten nicht genügend Mitarbeiter mit Expertenwissen, um ihrer Rolle wirklich gerecht zu werden. Zudem seien ihre Befugnisse stark eingeschränkt. „In den Niederlanden haben die Kontrolleure jederzeit das Recht, Geheimdienst-Einrichtungen zu besuchen, dort mit Mitarbeitern zu sprechen und alle Akten einzusehen“, so Muiznieks.

#### Operation Glotaic
Für die sogenannte Operation Glotaic verschaffte die deutsche Tochter des US-Providers MCI WorldCom dem Bundesnachrichtendienst zwischen 2003 und 2006 Zugang zu ihren Telefonleitungen. Der Bundesnachrichtendienst hat bei der Operation Glotaic jeden Tag rund eine Million Metadaten und hunderttausende Telefongespräche gespeichert und weitergeleitet, unter anderem an die Central Intelligence Agency (CIA).

#### Operation Monkeyshoulder
Am 1. Mai 2015 berichtete der „Spiegel“ über eine weitere klandestine Zusammenarbeit des BND. Demnach planten die NSA, der britische Geheimdienst GCHQ und der BND einen Ringtausch: Um an die Informationen einer zentralen Datenleitung der Deutschen Telekom in Frankfurt am Main zu gelangen, habe der britische Geheimdienst GCHQ dem BND 2012 ein „ausgefeiltes Erfassungs- und Verarbeitungssystem“ angeboten. Der BND sollte es demnach nutzen, um Datenleitungen anzuzapfen, die durch Deutschland verlaufen, und daraus Rohdaten zu übermitteln. Im Gegenzug wollten die Briten auch Daten aus ihrer eigenen Auslandserfassung liefern. Als dritten Partner wollten die Deutschen demnach die NSA einbinden. Die Operation trug den Namen „Monkeyshoulder“.
Der BND habe trotz erheblicher juristischer und politischer Bedenken in den eigenen Reihen das Projekt Monkeyshoulder bis weit ins Jahr 2013 vorangetrieben. Intern sei die Ansage gemacht worden, niemanden offiziell in Kenntnis zu setzen – weder das Bundesamt für Sicherheit in der Informationstechnik noch die eigene Aufsichtsbehörde, das Bundeskanzleramt. BND-Mitarbeiter seien dazu in mehreren Workshops am GCHQ-Erfassungssystem in Großbritannien speziell geschult worden. BND-Präsident Gerhard Schindler habe die Operation erst im August 2013 gestoppt – Wochen nach Beginn der Enthüllungen von Edward Snowden. Das Interesse des BND aber blieb trotzdem erhalten, ähnliche technische Möglichkeiten zu entwickeln wie jene, über die die NSA/GCHQ verfügen: im Jahr 2014 legte der BND dem Haushaltsausschuss des Bundestages einen Antrag auf ein Sonderbudget für 300 Millionen Euro vor, mit dem diese technische Aufrüstung finanziert werden soll.

### Auslandsspionage

#### Abhörung von Amtsträgern befreundeter Staaten
Am 15. August 2014 wurde bekannt, dass der BND den damaligen US-Außenminister John Kerry 2008 und die damalige US-Außenministerin Hillary Clinton 2013 jeweils zufällig abhörte. Deutsche Regierungskreise bestreiten allerdings, dass es eine systematische Spionage des BND gegen die USA gibt. Vielmehr sei das Gespräch, das Clinton in ihrer Amtszeit aus einer US-Regierungsmaschine heraus geführt habe, nur zufällig aufgefangen worden. Aus den Dokumenten von Markus R. geht hervor, dass der BND ein Telefonat von Clinton aufgefangen hat, als sie 2013 in einer US-Regierungsmaschine ein Krisengebiet überflog und mit Kofi Annan telefonierte. Dort überwachte der BND die Kommunikation. Das abgehörte Gespräch war also eine Art Beifang. Allerdings wurde das Transkript des Telefonats nicht sofort vernichtet. Eine Reihe von BND-Beamten bekam es zu lesen. Erst danach sollte es vernichtet werden – und zwar ausgerechnet von Markus R., der das Transkript kopiert und an die CIA gegeben hat.
„Seit Mitte 2013 dürften „Zufallsfunde“, die Amtsträger befreundeter Staaten betreffen, nicht mehr der Leitungsebene zur Kenntnis gebracht werden, sondern müssten sofort gelöscht werden. Ob – und falls ja, wie – diese Direktive im Geheimdienstalltag tatsächlich umgesetzt werden kann – erscheint jedoch fraglich“, schreibt hierzu Spiegel Online.
Der NSA-Untersuchungsausschuss des Bundestages befasste sich auf seiner ersten Sitzung nach der Sommerpause am 11. September mit den zufällig mitgeschnittenen Telefonaten von US-Politikern. Es wurde versucht zu klären, wer zu welchem Zeitpunkt etwas darüber gewusst habe. Dabei sollten auch die Chefs von BND und Verfassungsschutz Rede und Antwort stehen.
Die Innenministerin Österreichs Johanna Mikl-Leitner erklärte am 5. Mai 2015, dass die Regierung bei der Staatsanwaltschaft in Wien eine Anzeige gegen Unbekannt wegen „Geheimem Nachrichtendienst zum Nachteil Österreichs“ gestellt habe.

#### Abhörung anderer Länder
Unter den Dokumenten, die Markus R. an die CIA übergeben hat, findet sich auch das „Auftragsprofil der Bundesregierung“ für den BND. Es enthält die Staaten, in denen der BND Aufklärung resp. Spionage betreiben soll. Dieses Papier hatten bislang weder Öffentlichkeit noch Parlamentarisches Kontrollgremium zu sehen bekommen. Aufgeführt ist auch der NATO-Mitgliedsstaat Türkei, im Gegensatz zu den Vereinigten Staaten, die nach dem Papier nicht Ziel des BND sind. Die Welt schrieb, dass ein Grund für die Aktivitäten des BND bezüglich der Türkei ein mögliches Atomwaffenprogramm der Türkei sein könnte. Weiterhin speichert der BND die gesamten Kommunikationsdaten aus Krisenländern wie Afghanistan oder Somalia und gibt sie an die NSA weiter. Die Daten werden in der Regel sieben Tage lang gespeichert.

#### Abhörung deutscher Diplomaten
Der BND hat auch den deutschen Diplomaten Hansjörg Haber abgehört. Haber war von 2008 bis 2011 Leiter der EU-Beobachtermission in Georgien, leitete danach den Planungsstab des Diplomatischen Dienstes der EU in Brüssel, war 2014 deutscher Botschafter in Kairo und ist seither EU-Botschafter in der Türkei.

## Abschlussbericht
Der Ausschuss war geprägt durch Differenzen zwischen Regierung und Opposition: Im Mai 2017 stellte der Vorsitzende des Gremiums, Patrick Sensburg (CDU), sein Buch über die Arbeit des Ausschusses vor. Am 19. Juni 2017 präsentierten Linke und Grüne wiederum in ihrem mehr als 400 Seiten umfassenden Abschlussbericht Eckpunkte ihres Sondervotums. Das Ausschusssekretariat überprüft eine Freigabe für den Bundestag. Es muss geklärt werden, ob das teilzitierte, als vertraulich eingestufte Material tatsächlich veröffentlicht werden dürfe. Am 28. Juni 2017 stellte der Ausschuss dem Bundestag seinen 1.800 Seiten langen Abschlussbericht vor, netzpolitik.org veröffentlichte diesen ungeschwärzt.
Laut tagesschau.de zeigt der Abschlussbericht die Uneinigkeit der Ausschussmitglieder auf, Martina Renner, LINKE-Obfrau, wird folgendermaßen zitiert: „Massenüberwachung hat stattgefunden – sagen wir. Sie hat nicht stattgefunden, sagen SPD und CDU.“ Laut SPD-Obmann Christian Flisek habe Kanzlerin Angela Merkel im Umgang mit der NSA-Affäre versagt. Sie habe den Satz „Ausspähen unter Freunden, das geht gar nicht“ in die Welt hinausgeschleudert. „Und das zu einem Zeitpunkt, wo sie eigentlich alle Informationen über die Lage hätte haben können, wenn sie denn gewollt hätte.“

## Politische Konsequenzen
Im Juni 2016 einigten sich Bundesregierung und Koalitionsfraktionen auf eine Reform des BND-Gesetzes zur Geheimdienst-Überwachung, welche dem BND umfangreiche neue Befugnisse ermöglicht. Die Opposition hält dies für verfassungswidrig. Im Oktober 2016 erweiterte der Bundestag erneut die Befugnisse des BND. Dieser darf künftig Daten aus ganzen Telekommunikationsnetzen mit Auslandsverkehren auch im Inland komplett ausspähen. Hierzu zählt beispielsweise der Frankfurter Netzknoten DE-CIX. Weiterhin wurde eine Neuregelung der parlamentarischen Kontrolle verabschiedet. Das Gesetz erlaubt es der Bundesregierung, ihre Geheimdienst-Kontrolleure in einem Extra-Gremium selbst auszusuchen, während das Parlamentarische Kontrollgremium (PKGr) in geschwächter Form parallel existiert. Ein unabhängiges Gremium soll künftig die inländische Ausland-Ausland-Fernmeldeaufklärung im Blick haben. Ein „Ständiger Bevollmächtigter“ mit einem eigenen Mitarbeiterstab soll dem Parlamentarischen Kontrollgremium des Bundestages zuarbeiten, das eigentlich die Geheimdienste kontrolliert. Im Gespräch für den Posten ist allerdings der bisherige Vize-Chef des BND, Guido Müller. Er würde dann die Behörde kontrollieren, die er zuvor mit geleitet hat.
Im Juni 2017 will der Bundestag das Gesetz zum alltäglichen Einsatz von Staatstrojanern beschließen.
Markus Beckedahl von Netzpolitik.org: „Die wichtigste Konsequenz ist, dass alle illegalen Praktiken des BND, die durch die Arbeit des Untersuchungsausschusses ans Licht gekommen sind, im Nachhinein legalisiert wurden. Der BND hat massiv mehr Möglichkeiten und Geld bekommen, um seine Massenüberwachung auszubauen. Mit anderen Worten: Die Enthüllungen Edward Snowdens wurden als Machbarkeitsstudie für den deutschen Markt gesehen, nicht als Warnung.“ Glenn Greenwald bezeichnete den Untersuchungsausschuss als: „Ritual, das die Illusion einer Untersuchung erwecken soll“.
Aus der Sicht von Grünen und Linkspartei hat der NSA-Ausschuss bewiesen, dass in Deutschland eine anlasslose Massenüberwachung der Bürger stattgefunden hat. Die Kooperation des Bundesnachrichtendienstes mit den Diensten anderer Länder sei „an vielen Stellen rechts- und gesetzwidrig“ gewesen, sagte Martina Renner, die als Obfrau für die Linkspartei im Ausschuss sitzt.
Die Opposition ist außerdem überzeugt, dass das Bundeskanzleramt bei seiner Aufgabe versagt hat, den BND zu kontrollieren. Auch, weil der BND sein Kontrollgremium über viele Operationen nicht informiert hatte. Grüne und Linke fordern daher unter anderem eine Dokumentationspflicht für den Bundesnachrichtendienst. „Wenn eine Behörde in Grundrechte eingreife, so wie der BND es tue, dann müssten alle Vorgänge schriftlich festgehalten werden“, sagte Renner. Es dürfe nicht erlaubt sein, „wichtige Dinge nur mündlich zu besprechen und über sie keine Akten anzulegen“.
Weiterhin wirft die Opposition der Regierung gezieltes Lügen und Täuschung der Bevölkerung vor. Diese habe bei der Aufklärung „aktives Hintertreiben“ ausgeübt, habe Akten geschwärzt und eine Vernehmung Snowdens verhindert. Auch eine bekannte aktive Beteiligung beim Drohnenkrieg über die pfälzische Militärbasis Ramstein wurde verschwiegen. Und 2013, als die NSA-Affäre publik wurde, habe sie fälschlich ein No-Spy-Abkommen mit den USA versprochen – für Grüne und Linke eine gezielte Täuschung vor der damaligen Bundestagswahl. Netzpolitik.org veröffentlicht im Juni 2017 das 457 Seiten umfassende Sondervotum der Opposition.
Aus Sicht der Opposition wurde auf zwei Ebenen etwas falsch gemacht: beim Bundeskanzleramt, das sich nicht ausreichend über den Bundesnachrichtendienst informieren ließ („Selbstschutz wegschauen, weil rechtliche Grauzone“ und „Angst, dass Gesetzanpassung im Parlament nicht genehmigt wird“), und beim Bundesnachrichtendienst („unvollständige, teils nicht wahrheitsgemäße Aussagen“). Die Opposition distanziert sich gegen Massenüberwachung und fordert: „Der Staat muss in eine verfassungsrechtliche Gewährleistung für die Integrität der Infrastruktur gehen.“ Sie beruft sich auf Wolfgang Hoffmann-Riem: „Ohne die Notwendigkeit staatlicher Gefahrenvorsorge und -abwehr zu verkennen, sollen Gerichte auf der Einhaltung rechtsstaatlicher Garantien und der Begrenzung staatlicher Ermächtigungen auch im Vorfeld von Gefahren unter Beachtung des Grundsatzes der Verhältnismäßigkeit und des Bestimmtheitsgebots sowie der Einhaltung verfahrensrechtlicher Sicherungen bestehen.“ Die Opposition sieht ein systemisches Grundproblem und fordert ein grundsätzliches Umdenken als Schlüsselfrage der Rechtsstaatlichkeit.
Im Januar 2021 hat der Europäische Gerichtshof für Menschenrechte eine Beschwerde von Reporter ohne Grenzen (RSF) gegen den Bundesnachrichtendienst (BND) angenommen. Die Beschwerdeführer werfen dem deutschen Auslandsgeheimdienst BND vor, Korrespondenzen zwischen RSF-Mitarbeitern in Deutschland und Journalisten und Aktivisten im Ausland überwacht zu haben. Damit habe der BND gegen den Schutz der Privatsphäre und der Freiheit der Meinungsäußerung verstoßen, wie sie in der Europäischen Menschenrechtskonvention verankert sind.

## Sonstiges

### Kontroverse Äußerungen von Roderich Kiesewetter
Wenige Wochen vor seinem Rücktritt stellte Roderich Kiesewetter (ehemaliger Obmann der CDU-Fraktion im Untersuchungsausschuss) im Dezember 2014 in einer Twitter-Diskussion fest:

„Aufklärung läuft doch prima, bisher nicht ein einziger Hinweis auf anlasslose Massenüberwachung“

 und kommentierte die Aussagen des als Sachverständigen geladenen ehemaligen Präsidenten des Bundesverfassungsgerichts Hans-Jürgen Papier mit dem Tweet: 

„Prof. Papier hat phantasiert und das wissen nicht nur wir MdB, sondern auch sein Umfeld“

Kieswetter legte sein Amt zum 1. März 2015 nieder, um möglichen Zweifeln an seiner Unvoreingenommenheit im NSA-Untersuchungsausschuss entgegenzuwirken. Die Zeitung Die Welt behauptet, Kiesewetters Rückzug aus dem Untersuchungsausschuss sei das Resultat einer russischen Geheimdienstoperation gewesen, in der ein Doppelagent Kiesewetter über BND-Helfer in dessen Umfeld informiert habe. Da Kiesewetter sich nicht dem Vorwurf aussetzen wollte, voreingenommen gegen den BND zu sein, habe er sein Amt dann niedergelegt.

### Gescheiterte Zeugenbefragung Greenwalds
Der US-Journalist Glenn Greenwald sollte im September 2014 vom deutschen NSA-Ausschuss befragt werden. Am 1. August sagte er diesen Termin schriftlich per Mail ab und erhob schwere Vorwürfe gegen die Parlamentarier. Er wolle den Bundestag gerne dabei unterstützen, wenn es um eine ernsthafte Untersuchung der Ausforschung von Deutschen durch die NSA gehe. Durch die Ablehnung, den Schlüsselzeugen Snowden zu vernehmen, hätten deutsche Politiker jedoch gezeigt, dass es ihnen wichtiger sei, die USA nicht zu verärgern, statt die NSA-Spionage ernsthaft aufklären zu wollen. Darum sei er nicht bereit, „an einem Ritual mitzuwirken, das den Anschein einer Untersuchung erwecken soll“.
Der Grünen-Obmann im NSA-Untersuchungsausschuss, Konstantin von Notz, sagte, die Verantwortung für die Absage Greenwalds liege bei der großen Koalition. Die Entscheidung des US-Journalisten mit Hinweis auf die Verweigerungshaltung der Bundesregierung sei „bitter, aber durchaus verständlich“. Seine Partei werde auch weiterhin für eine Aussage Snowdens vor dem Ausschuss in Berlin und eine tatsächliche Aufklärung durch das Parlament kämpfen.

### Österreich: Nationalratsabgeordneter Peter Pilz
Der grüne Nationalratsabgeordnete Peter Pilz fordert einen NSA-Untersuchungsausschuss im Parlament für Österreich.

### Veröffentlichung von Interna
Im Dezember 2016 brachte WikiLeaks unter dem englischsprachigen Titel German BND-NSA Inquiry Exhibits 2420 nichtöffentliche Dokumente des Untersuchungsausschusses an die Öffentlichkeit, die ein Datenvolumen von 90 Gigabyte umfassten. Sie stammten aus dem Bundeskanzleramt, dem Bundesnachrichtendienst und dem Bundesamt für Verfassungsschutz. Der Bundestagsabgeordnete Konstantin von Notz kritisierte daher eine „bewusste Torpedierung der Aufklärung und notwendigen Kontrolle der Dienste“.

### Besondere Form medialer Berichterstattung
Eine besondere Form der medialen Beobachtung stellte der Podcast „Technische Aufklärung“ dar. Eine Gruppe aus einer Grafikerin, zwei damaligen Studenten, dem Blogger André Meister und technisch interessierten Beobachtern trafen sich am Ende der Sitzungstage um den Tag einzuordnen, die Gruppe verbrachte in unterschiedlichen Konstellationen immer im Untersuchungsausschuss.
Das Blog Netzpolitik.org schrieb in jeder Sitzung ein nahezu wörtliches Protokoll. Grund dafür ist die nicht existente Veröffentlichung der Protokolle des Ausschusses gewesen. Das Blog stellte somit die umfassende Berichterstattung sicher.

### Allgemein
- Dossier zum NSA-Untersuchungsausschuss. In: netzpolitik.org. 19. Juli 2017.
- Stefan Krempl: Geheimakte BND & NSA: Ein Blick auf drei Jahre versuchte Aufklärung. In: heise.de. 19. Februar 2017.
- Harald Neuber: „Die Große Koalition blockiert die Aufklärung wesentlich“. In: heise.de. 12. Juni 2015.
- Heribert Prantl: NSA und BND – Ein schlechter Witz der Bundesregierung. In: sueddeutsche.de. 10. Juni 2015.

### WikiLeaks
- WikiLeaks: Protokolle des NSA-Untersuchungsausschusses bis Februar 2015
- German BND-NSA Inquiry Exhibits - WikiLeaks releases 90 gigabytes of information relating to the German parliamentary inquiry into the surveillance activities of Germany's foreign intelligence agency Bundesnachrichtendienst (BND) and its cooperation with the United States' National Security Agency (NSA). In: wikileaks.org. 21. November 2016.

### Protokolle und Dokumente aus dem NSA-Untersuchungsausschuss
- Wer kontrolliert wen? – Online-Archiv, das aus Materialien besteht, die im Zusammenhang mit der Arbeit des NSA-Untersuchungsausschusses veröffentlicht wurden.
- Live-Blogs aus dem NSA-Untersuchungsausschuss von netzpolitik.org:

| Ausklappbare Liste der Live-Protokolle: |
| - 5. Sitzung, Sachverständigenanhörung: Wolfgang Hoffmann-Riem, Matthias Bäcker, Hans-Jürgen Papier: „Die gesamte deutsche Auslandsaufklärung ist rechtswidrig.“ 22. Mai 2014 |
| - 7. Sitzung, Sachverständigenanhörung: Stefan Talmon, Helmut Philipp Aust, Douwe Korff: „Globale Überwachung ist völlig unvereinbar mit fundamentalen Rechtsprinzipien“ 5. Juni 2014 |
| - 11. Sitzung, Zeugenvernehmung: William Binney, Thomas Drake: „größte Bedrohung der Demokratie seit amerikanischem Bürgerkrieg“ 3. Juli 2014 |
| - 14. Sitzung, Zeugenvernehmung: Herr R. U., BND: Was machen NSA und BND in Bad Aibling? 25. September 2014 |
| - 16. Sitzung, Zeugenvernehmung: Frau RDn F., BND: Der BND speichert Verbindungsdaten über fünf Ebenen 9. Oktober 2014 |
| - 18. Sitzung, Zeugenvernehmung: Herr T. B., BND: Sitzung nach wenigen Minuten abgebrochen 16. Oktober 2014 |
| - 20. Sitzung, Zeugenvernehmung: Herr T. B. und Frau G. L., BND: Funktionsträger fallen nicht unter G-10-Schutz 6. November 2014 |
| - 22. Sitzung, Zeugenvernehmung: Herr W. K., BND: „Metadaten sind keine personenbezogenen Daten“ 13. November 2014 |
| - 24. Sitzung, Zeugenvernehmung: Stefan Burbaum, ehem. G-10-Jurist des BND: „Nutzung gesetzlicher Befugnisse mit erwünschten Nebeneffekten“ 27. November 2014 |
| - 26. Sitzung, Zeugenvernehmung: S. L., Projektleiter „Eikonal“ und Kai-Uwe Ricke, ehem. Vorstandsvorsitzender der Deutschen Telekom AG: „Wie eine Apotheke, in der alle Pillen auf dem Boden verteilt sind“ 4. Dezember 2014                                                                                    |
| - 28. Sitzung, Zeugenvernehmung: Reinhardt Breitfelder und K. L., Ex-BND: „Bis zu 90 % der Verkehre fallen unter den Schutz des Artikel 10“ 18. Dezember 2014 |
| - 30. Sitzung, Zeugenvernehmung: Herr Helfrich und Herr Alster, Deutsche Telekom: „Kooperation von Telekom mit BND ist Geschäftsgeheimnis“ 15. Januar 2015 |
| - 31. Sitzung, Zeugenvernehmung: Peter Schaar, ehemaliger Bundesdatenschutzbeauftragter: „Das Innenministerium war ein Problem, die haben nie geantwortet.“ 16. Januar 2015 |
| - 33. Sitzung, Zeugenvernehmung: Martin Golke (BSI), A. S. (BND), Udo Laux (ehem. Telekom), Bernd Köbele (Telekom): „Ist die Telekom ein Werkzeug des BND?“ „Bei Eikonal: ja.“ 29. Januar 2015 |
| - 35. Sitzung, Zeugenvernehmung: W. K., BND / J. F., BND, Leiter Rheinhausen 2002–2006: „Wir dürfen ja nichtmal den Namen des Projekts Glo… nennen“ 5. Februar 2015 |
| - 37. Sitzung, Zeugenvernehmung: E. B., BND, Leiter Erfassungsstelle Schöningen / R. S., BND: „Jeden Tag eine halbe Million Telefonate mitgeschnitten.“ 26. Februar 2015 |
| - 39. Sitzung, Zeugenvernehmung: Brigadegeneral Dieter Urmann, Leiter der Abteilung Technische Aufklärung des BND von 2006 bis 2008: BND gab massenhaft Rohdaten aus Glasfasern direkt an NSA 5. März 2015 |
| - 41. Sitzung, Zeugenvernehmung: Harald Fechner, von 2008 bis 2009 beim BND Abteilungsleiter für technische Aufklärung und „A. F.“, BND-Jurist, von 2009 bis 2014 zuständig für G-10-Anträge und Verfahren: „Täglich millionenfache Kommunikationserfassung ist verhältnismäßig nicht massenhaft.“ 19. März 2015 |
| - 43. Sitzung, Zeugenvernehmung: Klaus Landefeld, Beirat DE-CIX Management GmbH, und Hans de With, ehemaliger Vorsitzender der G-10-Kommission: „BND zapft deutsche und europäische Internet-Leitungen an“ 26. März 2015                                                                                         |

### Links betreffend die BND-Affäre/Operation Eikonal
- Zeitleiste über die Ereignisse der vergangenen 14 Jahre, auf Zeit Online (aktualisiert am 5. Mai 2015)
- Christian Rickens: Ungeklärte Fragen in der BND-Affäre: Die Schlapphütchen-Spieler. In: Spiegel Online. 4. Mai 2015.
- Constanze Kurz und Frank Rieger: So handelt nur, wer Unangenehmes zu verbergen hat. In: FAZ.net. 11. Mai 2015.
- netzpolitik.org:
  - Tomas Rudl: BND-Skandal: Was bisher geschah. In: netzpolitik.org. 30. April 2015.
  - Adrian Schultze: BND-Skandal-Follow-Up: Von Affenschultern und Testaten. In: netzpolitik.org. 4. Mai 2015.
  - Adrian Schultze: Weitere Stimmen zum BND-Skandal in unserer Chronologie. In: netzpolitik.org. 13. Mai 2015.

### Snowden-Dokumente
- Snowdens Deutschland-Akte; zahlreiche PDF-Dokumente von Edward Snowden mit Deutschland-Bezug auf Spiegel Online
- Snowden-Dokumente auf The Intercept

### Deutscher Bundestag
- bundestag.de/bundestag/ausschuesse – 1. Untersuchungsausschuss „NSA“
- Tagesordnungen des 1. Untersuchungsausschusses der 18. Wahlperiode
- 1. Untersuchungsausschuss der 18. Wahlperiode - Übersicht und Dokumente. Abgerufen am 8. Dezember 2020.
- Stellungnahmen der Sachverständigen
- Kurt Graulich: Nachrichtendienstliche Fernmeldeaufklärung mit Selektoren in einer transnationalen Kooperation – Prüfung und Bewertung von NSA-Selektoren nach Maßgabe des Beweisbeschlusses BND-26 (PDF)